# サウンドファイターズ
『サウンドファイターズ』は、ファイターズ移転初年の2004年4月より放送された『ファイターズDEナイト!』の前身とも言えるナイター中継終了後のクッション番組。
同年秋のナイターオフには週1回の「週刊サウンドファイターズ」に縮小されたものの、2005年のナイターシーズンには前年の平日に土曜版の『サタデーサウンドファイターズ』も加えて月曜〜土曜の番組となった。しかし、同年秋に週1回の『FIGHTERS RADIO!』に後を譲る形で終了、2006年のナイターシーズンからはサウンドファイターズの発展番組と言える『ファイターズDEナイト!』がナイター中継終了後に放送されている。

## パーソナリティ
- 若林聖子

## 番組内容
ファイターズを中心としたプロ野球の結果をはじめスポーツ情報、芸能情報など。
現在の『ファイターズDEナイト!』ほどファイターズ応援の色は濃くなかったが、他局に先駆けてファイターズの名を掲げた同番組にHBCの現在まで続くファイターズ応援の姿勢が現れているといえよう。